# Emilie Winkelmann
Emilie Winkelmann (Aken, Alemania, 8 de mayo de 1875 - Leopoldshöhe, Alemania, 4 de agosto de 1951). Fue la primera arquitecta independiente alemana.

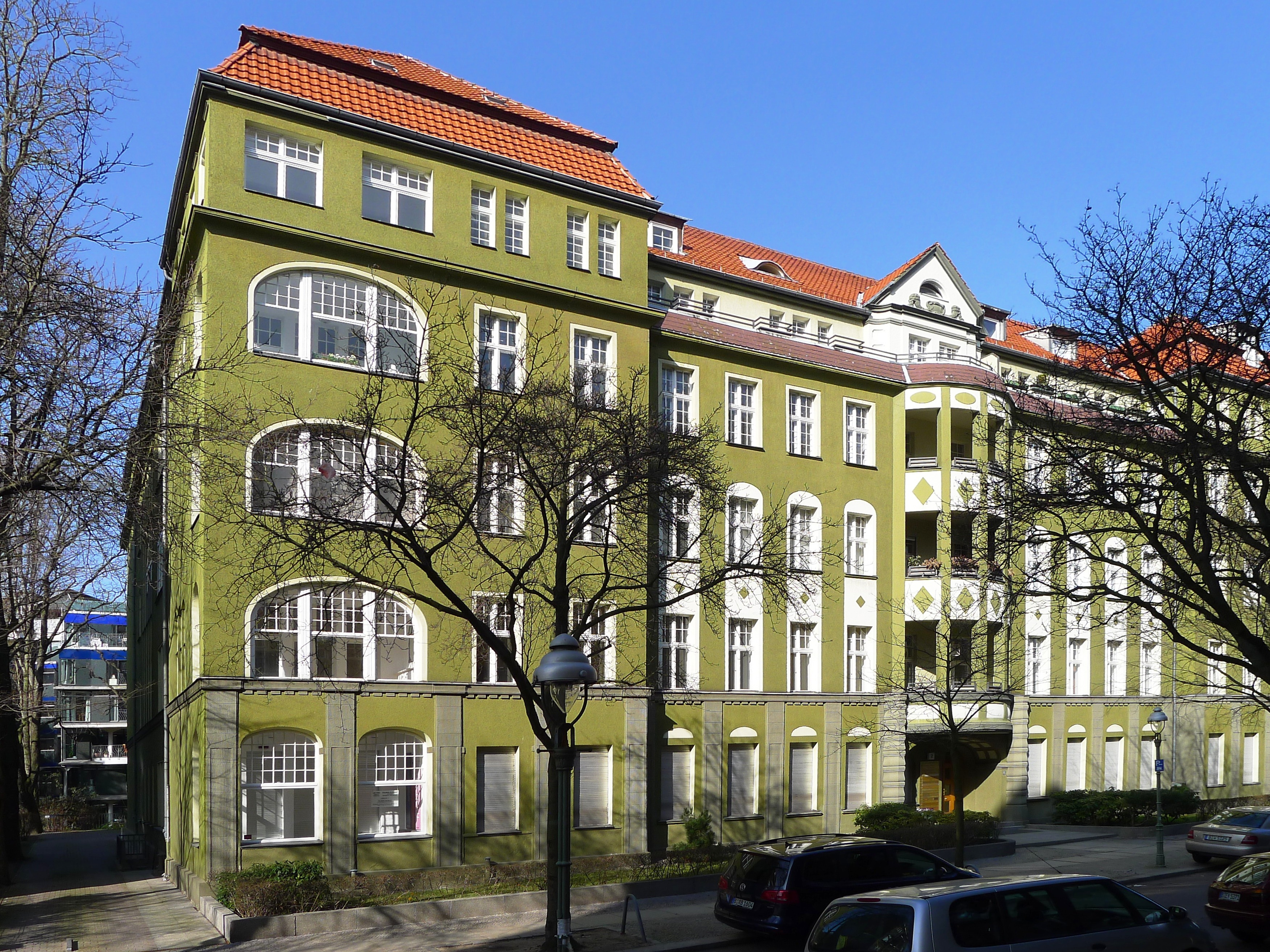
Emilie Winkelmann, Leistikowhaus, Berlín-Westend

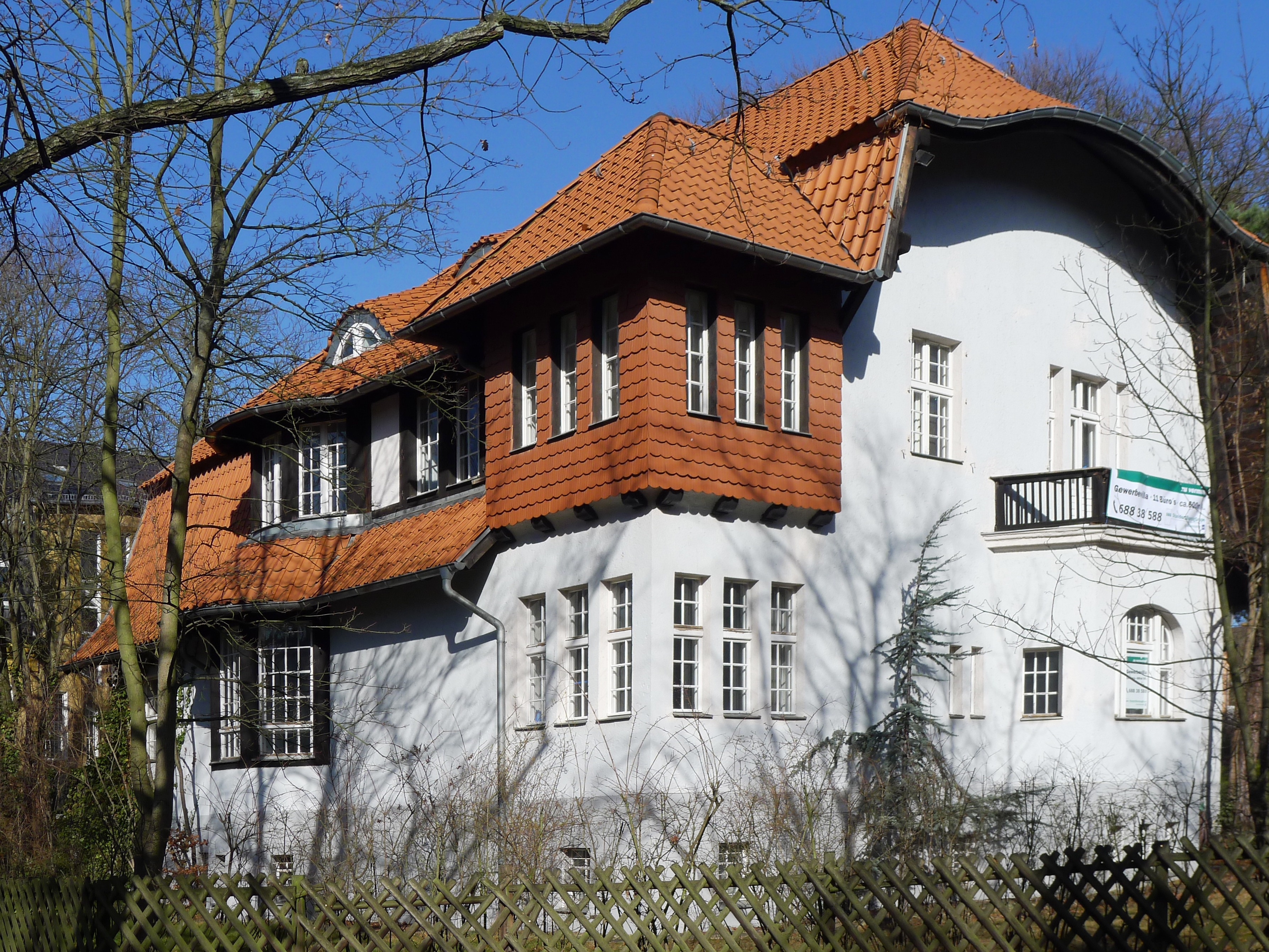
Emilie Winkelmann, Casa rural, Lindenallee 21, Berlin, 1908

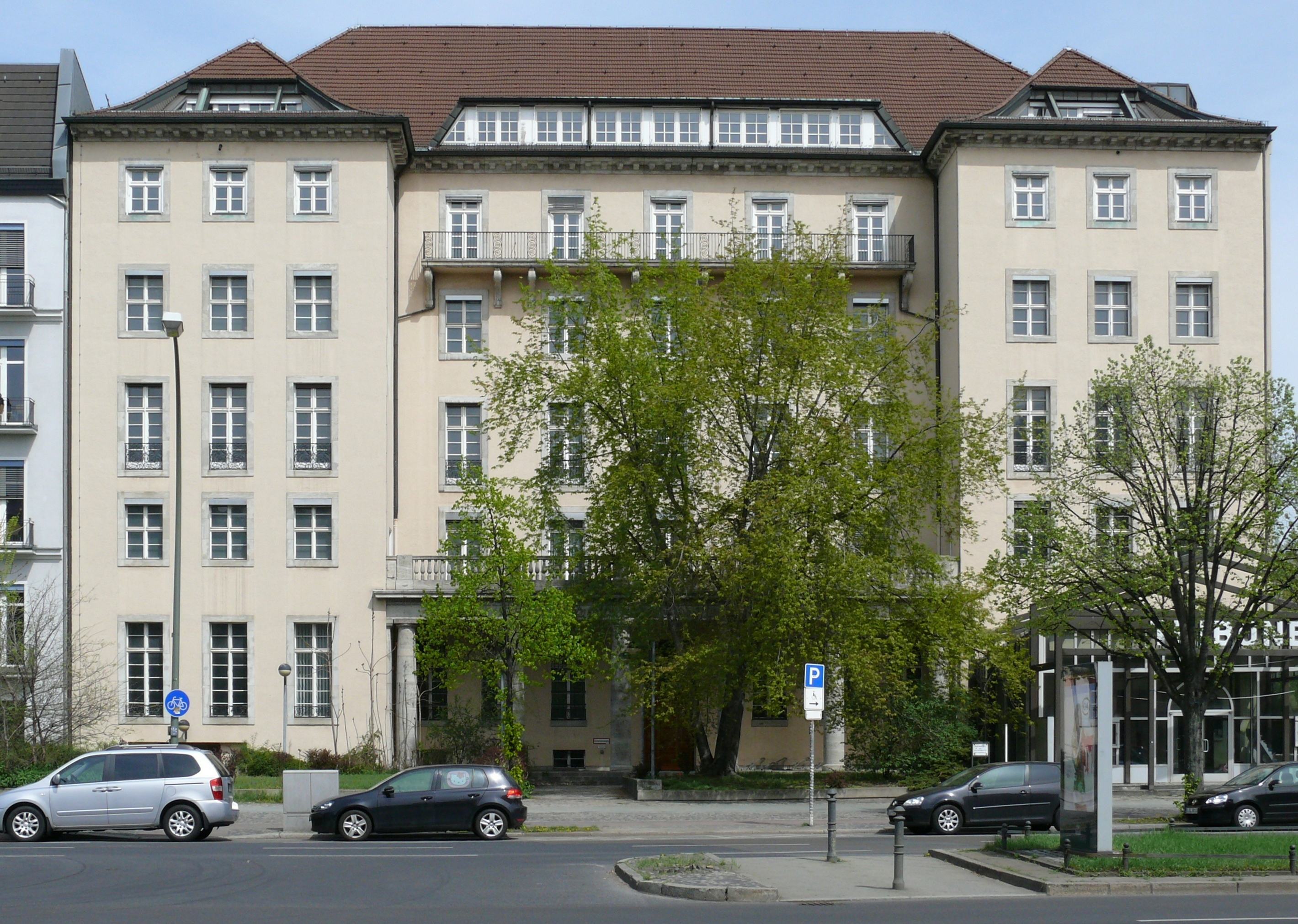
Emilie Winkelmann, Victoria Studienhaus (1915), actualmente el Tribüne Teatro.

## Primeros años
Winkelmann nació en Aken, Alemania. Aprendió carpintería junto a su padre y trabajó junto a su abuelo desde niña en la renovación y construcción de obras. Trabajó en varios estudios de arquitectura en Berlín, Dortmund y Bochum. En 1902 obtuvo un permiso especial que le permitió estudiar arquitectura como invitada en la Universidad de Hannover (1902–1908). Sin embargo, nunca recibió su diploma ya que las mujeres, en ese país, no obtuvieron ese derecho hasta 1909.

## Trayectoria
En 1908 abrió su propia oficina profesional en Berlín y se convirtió en la primera arquitecta independiente de Alemania. La oficina llegó a tener hasta 15 empleados, incluidas arquitectas jóvenes. Después de la construcción de ese teatro, que se inició en 1908, comenzó a recibir encargos de clientes adinerados para que les diseñara sus villas y casas de campo en Berlín, Babelsberg y Schleswig. Desde 1910 a 1912, diseñó numerosos proyectos para fincas rurales en los distritos de Wundichow, Stolp y Carwitz en Pomerania.
Antes de la Segunda Guerra Mundial construyó alrededor de 30 grandes casas particulares en Berlín y sus alrededores. Su edificio más significativo fue la escuela para mujeres Victoria Studienhaus en el distrito de Charlottenburg-Wilmersdorf, en Berlín, que construyó durante 1914-1915 bajo el patrocinio de la emperatriz alemana Augusta Victoria. Tiempo más tarde, el edificio se convirtió en el reconocido Tribüne Theatre, actualmente uno de los espacios culturales más importantes de Berlín.
Debido a una enfermedad crónica grave, Winkelmann estuvo afectada de cierto grado de sordera a partir de 1916. Después de la Primera Guerra Mundial no pudo continuar con el éxito que había cosechado en su carrera, aunque siguió trabajando en la construcción de casas y villas. No fue sino hasta 1928, que fue admitida en el Colegio de Arquitectos Alemanes. Desde las décadas del 20 y del 30 quedó fuera de los contratos públicos ya que nunca operó en la política, y se mantuvo llevando a cabo remodelaciones de casas señoriales. Una de ellas fue la reconstrucción del castillo Grüntal en Bernau, que finalmente fue bombardeado en 1945.
Durante los años en que transcurrió la guerra no participó del Partido Nacional Socialista, por lo que quedó al margen de la obra pública. Al terminar la guerra se dedicó a colaborar en la reconstrucción de su país.
Sobre el final de la guerra, se dedicó a trabajar en una constructora vinculada a su familia en Hovedissen, cerca de la ciudad alemana de Bielefeld. Allí, se dedicó a la reconstrucción y al alojamiento de los refugiados hasta su muerte en 1951.

## Reconocimientos
En 1907 ganó el primer premio en un concurso para diseñar un teatro con un salón de banquetes en Berlín. Winkelmann fue contratada por una familia de apellido Lepel para la reconstrucción de su mansión que terminó en 1912, y por la que obtuvo el reconocimiento de la revista de arquitectura Bauwelt.